# Ulla Linder
Ej att förväxla med författaren Ulla Linder Isaksson (1916–2000)
Ulla Elisabet Linder, född 9 september 1873 i Västerås i Västmanlands län, död 13 april 1954 i Flens församling i Södermanlands län, var en svensk författare.

## Biografi
Ulla Linder var dotter till domprosten Carl Wilhelm Linder och Ulla Wallenberg. Hon var yngst av tolv syskon och bland hennes syskon finns Wilhelm Linder. Författaren debuterade med en novell i tidningen Idun. 
I småländska Vrigstad, där hon en tid var verksam är en gata döpt efter henne: Ulla Linders väg. Hon är begravd på Norra griftegården i Linköping.